# Međunarodno ratno pravo
Međunarodno ratno pravo sastavni je dio međunarodnog prava, koji uređuje uvjete za započinjanje rata (lat. jus ad bellum) i ponašanje zaraćenih strana (lat. jus in bello). Ratni zakoni definiraju suverenitet i državnost, države i teritorije, okupaciju i druge ključne pojmove zakona.
Međunarodno ratno pravo utvrđuje međunarodna prava i dužnosti zaraćenih strana, kao i prava i dužnosti zaraćenih strana u odnosu na neutralne, i obrnuto. Predmet uređenja međunarodnog ratnog prava je rat na kopnu, moru i u zraku, a u novije vrijeme i u nadzvučnom prostoru. Dok je klasično međunarodno ratno pravo samo reguliralo rat, tj. da oružani sukob koji vode države nakon prethodne objave rata ili nedvosmisleno očitovane volje za vođenjem rata, novi razvoj međunarodnog ratnog prava nastoji podrediti pravilima ratnog prava svaki oružani sukob međunarodnog karaktera koji, s obzirom na korištene snage, intenzitet neprijateljstava i druge karakteristike, nema sve karakteristike rata. Pravila međunarodnog ratnog prava ne primjenjuju se na unutarnje sukobe koji izbiju protiv legitimne vlasti države. Pod određenim uvjetima unutarnji oružani sukob može prerasti u sukob međunarodnog karaktera i tada se primjenjuje međunarodno ratno pravo.
Međunarodno ratno pravo promatra rat isključivo kroz postojeća, ugovorna ili običajnopravna pravila, koja ga reguliraju ili ograničavaju. Države prihvaćaju pravila međunarodnog ratnog prava, pa stoga pristaju na ograničenje ratovanja, jer su im ta pravila korisna. Vođenje ničim ograničenog rata nanosi protivniku velike gubitke i razaranja, ali ima za posljedicu da i on primjenjuje isti način ratovanja, što dovodi do nepotrebnih razaranja i okrutnosti sa stajališta konačnog cilja rata, tj. pobjede.
Pravila međunarodnog ratnog prava sprječavaju vojno beskorisna djela koja su očito nehumana. Oni se temelje na pretpostavci, da su zaraćenim stranama zabranjene sve one mjere koje su okrutne i, s gledišta konačnog cilja rata, suvišne. Međunarodno ratno pravo predviđa određeni minimum ljudskosti, koji ne umanjuje izglede za pobjedu ni jedne od zaraćenih strana, a ipak značajno ublažava okrutnosti rata. Za kršenje međunarodnog ratnog prava nije odgovorna samo država, već i pojedinci koji ga počine. Podliježu međunarodnoj ili nacionalnoj kaznenoj odgovornosti.